# Mare Crisium
Mare Crisium (Mar de la Crisi) és un mar lunar localitzat al quadrant nord-est de la Lluna prop de la vora al nord-est del Mare Tranquillitatis. És una mar situada en una conca del període Nectarià (fa 3,85 bilions d'anys). El seu diàmetre és de 556 km, tot i que el diàmetre de l'anell principal és de 740 km. La seva àrea és de 176.000 km².
La base del Mare Crisium és molt plana i es troba aproximadament 1,8 km per sota del 'nivell del mar' de la Lluna, mentre que la vora externa està uns 3,34 km per sobre del nivell del mar lunar, segons indiquen les dades de LOLA.
Cap al Sud es pot observar l'àrea dels caps Promontorium Olivium i Promontorium Lavinium i a prop es troben els dos cràters fantasmes, Yerkes i Lick que estan soterrats per dipòsits d'altres materials. Els dos cràters fàcilment visibles de dintre del mar són en Picard i en Peirce.
Dues missions russes van aterrar en el Mare Crisium, la Luna 15 i després la Luna 24 al 1976 que va tornar a la Terra amb mostres de la superfície lunar.

### Altres referències
- (WGPSN), IAU Working Group for Planetary System Nomenclature. «Gazetteer of Planetary Nomenclature. 1:1 Million-Scale Maps of the Moon» (en anglès).  UAI / USGS, 13-02-2013. [Consulta: 6 abril 2016].
- Andersson, L. E.; Whitaker, E. A.,. NASA Catalogue of Lunar Nomenclature (en anglès).  NASA RP-1097, 1982.
- Blue, Jennifer. «Gazetteer of Planetary Nomenclature» (en anglès).  USGS, 25-07-2007. [Consulta: 2 gener 2012].
- Bussey, B.; Spudis, P.. The Clementine Atlas of the Moon (en anglès).  Nueva York: Cambridge University Press, 2004. ISBN 0-521-81528-2.
- Cocks, Elijah E.; Cocks, Josiah C.. Who's Who on the Moon: A Biographical Dictionary of Lunar Nomenclature (en anglès).  Tudor Publishers, 1995. ISBN 0-936389-27-3.
- McDowell, Jonathan. «Lunar Nomenclature» (en anglès).   Jonathan's Space Report, 15-07-2007. [Consulta: 2 gener 2012].
- Menzel, D. H.; Minnaert, M.; Levin, B.; Dollfus, A.; Bell, B. «Report on Lunar Nomenclature by The Working Group of Commission 17 of the IAU» (en anglès). Space Science Reviews, 12, 1971, pàg. 136.
- Moore, Patrick. On the Moon (en anglès).  Sterling Publishing Co, 2001. ISBN 0-304-35469-4.
- Price, Fred W. The Moon Observer's Handbook (en anglès).  Cambridge University Press, 1988. ISBN 0521335000.
- Rükl, Antonín. Atlas of the Moon (en anglès).  Kalmbach Books, 1990. ISBN 0-913135-17-8.
- Webb, Rev. T. W.. Celestial Objects for Common Telescopes, 6ª edición revisada (en anglès).  Dover, 1962. ISBN 0-486-20917-2.
- Whitaker, Ewen A. Mapping and Naming the Moon (en anglès).  Cambridge University Press, 2003. 978-0-521-54414-6.
- Wlasuk, Peter T. Observing the Moon (en anglès).  Springer, 2000. ISBN 1-85233-193-3.